# Thomas Edward Bowdich
Thomas Edward Bowdich (Bristol, 20 giugno 1790 – Bathurst, 10 gennaio 1824) è stato un naturalista, esploratore e zoologo inglese.

## Biografia
Già da giovane comincia ad interessarsi dell'Africa: grazie allo zio J. Hope-Smith, governatore dell'allora colonia inglese della Costa d'Oro, nel 1814 Bowdich riesce ad iscriversi alla African Company of Merchants e viene mandato a Cape Coast. Tre anni dopo viene mandato assieme a una delegazione a Kumasi, dal re dell'Ashanti: grazie alle sue doti diplomatiche, Bowdich assieme agli altri membri della delegazione riesce a concludere un buon affare col re, assicurandosi il controllo dell'area costiera del Paese. Bowdich in seguito criticherà apertamente i metodi a suo dire espansionistici utilizzati dalle delegazioni britanniche in Africa, giudicati a suo dire troppo.
Nel 1818 lo studioso fa ritorno al suo paese natio, dove nel 1819 pubblica un libro sull'esperienza africana alla corte di Kumasi: presenta inoltre i reperti raccolti al British Museum.

Dal 1820 al 1822 vive a Parigi, dove studia matematica e scienze naturali e stringe amicizie con importanti personaggi quali Georges Cuvier e Alexander von Humboldt: nel frattempo continua a pubblicare libri di carattere scientifico e sull'Africa.

Nel 1822, assieme alla moglie Sarah, si trasferisce a Lisbona, da dove un anno dopo si imbarca prima per Madera e poi per l'arcipelago di Capo Verde, dove rimane a studiare flora e fauna per alcuni mesi. In seguito approda a Bathurst (l'odierna Banjul, in Gambia) nell'intento di organizzare una spedizione in Sierra Leone: il suo progetto non si attuerà mai, poiché Bowdich morì di malaria a Bathurst nel 1824.
In botanica, si è soliti abbreviare il suo nome in T. E. Bowdich.

## Opere
- Mission from Cape Coast Castle to Ashantee (Londra, 1819, ripubblicato postumo mel 1873)
- A Reply to the Quarterly Review (Parigi, 1820)
- An analysis of the natural classifications of Mammalia, for the use of students and travelers (Parigi, 1821)
- An Account of the Discoveries of the Portuguese in... Angola and Mozambique (Londra, 1824)
- Excursions in Madeira and Porto Santo... to which is added A Narrative of the Continuance of the Voyage to its Completion (Londra, 1825 - postumo -)

| T.E.Bowdich è l'abbreviazione standard utilizzata per le piante descritte da Thomas Edward Bowdich. Consulta l'elenco delle piante assegnate a questo autore dall'IPNI. |

| Bowdich è l'abbreviazione standard utilizzata per le specie animali descritte da Thomas Edward Bowdich. Categoria:Taxa classificati da Thomas Edward Bowdich |